# Reilly
Reilly település Franciaországban, Oise megyében. Lakosainak száma 116 fő (2022. január 1.). Reilly Boubiers, Chaumont-en-Vexin, Delincourt és Liancourt-Saint-Pierre községekkel határos.

## Népesség
A település népessége az elmúlt években az alábbi módon változott:
| Lakosok száma | 113  | 121  | 128  | 126  | 128  | 129  | 125  | 120  | 116  |
|               | 2013 | 2015 | 2016 | 2017 | 2018 | 2019 | 2020 | 2021 | 2022 |